# Tomás Inguana
Tomás Manuel Inguana (né le 13 janvier 1973 à Lourenço Marques au Mozambique portugais) est un joueur de football international mozambicain, qui évoluait au poste de défenseur.

## Biographie

### Carrière en sélection
Avec l'équipe du Mozambique, il joue 33 matchs (pour 2 buts inscrits) entre 1995 et 2004. 
Il figure dans le groupe des sélectionnés lors des CAN de 1996 et de 1998, où son équipe est éliminée à chaque fois au premier tour.

## Palmarès
Orlando Pirates
- Championnat d'Afrique du Sud (2) :
  - Champion : 2000-01 et 2002-03.